# Chris Fisher (Regisseur)
Chris Fisher (* 30. Dezember 1973 in Pasadena, Kalifornien) ist ein US-amerikanischer Filmregisseur, Drehbuchautor und Filmproduzent.

## Leben
Chris Fisher wuchs in Newport Beach auf und studierte zunächst Philosophie und Recht auf der University of Southern California. Nach dem Studium arbeitete er als Firmenjurist in London. Er begann sich für die Unterhaltungsbranche zu interessieren, als er die William Morris Agency kennenlernte und dort ein Praktikum absolvierte. Er gründete 2001 die Filmproduktionsfirma Imperial Fish und begann eigene Filmprojekte zu realisieren.
2002 schrieb, produzierte und drehte er den Film Nightstalker – Die Bestie von L.A. nach der Geschichte des Serienkillers Richard Ramírez, den er auch auf der Berlinale 2003 vorstellte. Im selben Jahr co-produzierte er den Film Spun, der das Comeback von Mickey Rourke einläutete, und produzierte den Horrorfilm Taboo – Das Spiel zum Tod. Fishers Hauptthema ist die Auseinandersetzung mit den dunklen Seiten des menschlichen Daseins wie Angst oder Tod. Er drehte 2008 eine Fortsetzung des DVD-Klassikers Donnie Darko. Der Film S. Darko wurde 2009 fertiggestellt und wurde als DVD am 12. Mai 2009 in den US-Videotheken und am 6. Juli 2009 in Europa veröffentlicht.
2011 drehte er mit Street Kings 2: Motor City die Fortsetzung zu Street Kings. Auch diese Produktion wurde direkt für den DVD-Markt inszeniert.
Als Regisseur ist Fisher auch für das Fernsehen aktiv. So inszenierte er beispielsweise in den Jahren 2007 bis 2010 mehrere Episoden der Serie Cold Case – Kein Opfer ist je vergessen. Außerdem drehte er für die Serie Person of Interest seit 2012 mehr als ein Dutzend Episoden. 2012 führte er bei der Roman Verfilmung des Krimi-Thrillers Meeting Evil die Regie und konnte für die Hauptrolle Samuel L. Jackson gewinnen. Im Anschluss folgten Regiearbeiten für verschiedene Fernsehserien.